# Bittan Bergh-Valberg
Britt-Marie (Bittan) Bergh Valberg, född Bergh 20 februari 1926 i Åtvidaberg, död 20 augusti 2003 i Lidingö, var en svensk textilkonstnär, målare, tecknare och hemslöjdschef.
Hon var dotter till förste provinsialläkaren Karl Bergh och Majken Andersson samt gift 1949–1955 med tandläkaren Lars Valberg. Hon studerade vid Konstfackskolan i Stockholm 1944–1948 och företog därefter studieresor till Aubusson i Frankrike, Italien, Spanien och England. Hon var anställd som hemslöjdschef i Ångermanland men etablerade senare textilateljén Bergh-Valberg i Malmö. Tillsammans med Poul Kjærholm och Erik Herløv ställde hon ut textilkonst i New York 1958 som senare följdes av utställningar i Minneapolis, Chicago och Atlanta. Hon medverkade i Nationalmuseums utställning Unga tecknare 1956 och i utställningen Young Americans–Young Scandinavians som visades i New York. Hon tilldelades The American Institute of Decorators award 1959.  Hennes mattor och väggbonader i abstrakta mönster blev under 1950-talet populära i USA och en stor del av hennes produktion exporterades dit. Hon utföde kormattor i flossa för Habo kyrka, Gudmundrå kyrka och Eds kyrka. Hennes bildkonst består av varierade motiv utförda i olja, akvarell eller i form av teckningar. 
Bergh Valbergs skisser finns bevarade hos Designarkivet.